# Parwółki
Parwółki (deutsch Parwolken) ist ein kleines Dorf in der polnischen Woiwodschaft Ermland-Masuren. Es gehört zur Gmina Gietrzwałd (Landgemeinde Dietrichswalde) im Powiat Olsztyński (Kreis Allenstein).

## Geographische Lage
Parwółki am Kleinen und Großen Parwolkensee (polnisch Jezioro Parwółki Małe und Jezioro Parwółki Wielkie) liegt im Westen der Woiwodschaft Ermland-Masuren, 13 Kilometer östlich der früheren Kreisstadt Osterode in Ostpreußen (polnisch Ostróda) bzw. 24 Kilometer südwestlich der jetzigen Kreismetropole und Woiwodschaftshauptstadt Olsztyn (Allenstein).

## Geschichte
Erstmals urkundlich erwähnt wurde das kleine Dorf Parwolki (erst später Parwolken genannt) im Jahre 1411. Im Jahre 1874 kam die Landgemeinde zum neu errichteten Amtsbezirk Jablonken (Sitz in Alt Jablonken, 1938 bis 1945 Altfinken, polnisch Stare Jabłonki) im Kreis Osterode in Ostpreußen.
Im Jahre 1910 waren in Parwolken 107 Einwohner registriert. Ihre Zahl stieg bis 1933 auf 151 und belief sich 1939 auf 126.
Mit dem gesamten südlichen Ostpreußen kam Parwolken 1945 in Kriegsfolge zu Polen. Das Dorf erhielt die polnische Namensform „Parwółki“ und ist heute eine Ortschaft innerhalb der Gmina Gietrzwałd (Landgemeinde Dietrichswalde) im Powiat Olsztyński (Kreis Allenstein). Im Jahre 2011 zählte Parwółki 42 Einwohner.

## Kirche
Bis 1945 war Parwolken in die evangelische Kirche Wittigwalde (polnisch Wigwałd) in der Kirchenprovinz Ostpreußen der Kirche der Altpreußischen Union, außerdem in die römisch-katholische Kirche Osterode in Ostpreußen (polnisch Ostróda) eingepfarrt.
Heute gehört Parwółki katholischerseits zur Pfarrei Stare Jabłonki (Alt Jablonken, 1938 bis 1945 Altfinken) im Dekanat Ostróda-Wschod im Erzbistum Ermland, evangelischerseits zur Kirche in Ostróda in der Diözese Masuren der Evangelisch-Augsburgischen Kirche in Polen.

## Verkehr
Parwółki liegt an einer Nebenstraße, die Samagowo (Sabangen) und Tomaszyn (Thomascheinen) mit Staszkowo (Baarwiese) und Stare Jabłonki (Alt Jablonken, 1938 bis 1945 Altfinken) verbindet. Eine Bahnanbindung besteht nicht.